# Doyle Vermette
Pour les articles homonymes, voir Vermette.
Doyle Vermette (né à Prince Albert en Saskatchewan) est un homme politique canadien. Il est le député de la circonscription électorale de Cumberland à l'Assemblée législative de la Saskatchewan et il est un membre du Nouveau Parti démocratique de la Saskatchewan.